# 이토 히로쿠니
이토 히로쿠니(일본어: 伊藤博邦, 1870년 3월 3일 ~ 1931년 6월 9일)는 일본 제국의 궁내 관료, 정치인, 화족이다. 위계・훈등・작위는 증(贈) 정2위 훈1등 공작으로 귀족원 공작 의원을 지냈다. 본명은 유키치(勇吉). 

## 생애
친부는 조슈번사 이노우에 미쓰토(이노우에 가오루 후작의 형)이며, 그의 4남으로 태어나 3세 때부터 이토 히로부미 가문에서 길러졌고, 8세 때 이토의 양자로 입적되었다. 친형은 숙부 가오루의 양자가 된 이노우에 가쓰노스케이다. 1907년 히로쿠니(博邦)로 개명했다. 양부 히로부미가 암살당함에 따라 1909년 11월 30일, 공작위를 습작했으며, 귀족원 공작 의원에 취임하여 화요회(火曜会) 소속으로 사망할 때까지 재임한다.
가쿠슈인 졸업 후 독일에 유학했으며, 1891년 식부관(式部官)에 취임한 이래 식부차장(式部次長), 식부장관(式部長官), 대상사 사무관(大喪使事務官), 대례사 참여관(大礼使参与官) 등을 맡았다. 그 외에도 일본 은행 감사(監事), 생활 개선 동맹회(生活改善同盟会) 회장, 일독 문화협회(日独文化協会) 회장, 남공회(楠公会) 회장, 이쓰쿠시마 보승회(厳島保勝会) 총재, 아자부구 교육회(麻布区教育会) 회장 등을 역임했다.

## 가족 관계
- (친부) 이노누에 미쓰토(井上光遠) - 이노우에 가오루의 큰형
- (양부) 이토 히로부미(伊藤博文)
- (계모) 이토 우메코(伊藤梅子)
- (숙부) 이노우에 가오루(井上馨)
- (친형) 이노우에 가쓰노스케(井上勝之助)
- (부인) 다카시마 다마코(高島多満子) - 다카시마 가에몬(高島嘉右衛門)의 장녀
  - (장남) 이토 히로요시(伊藤博精) - 공작・궁내관
  - (차남) 시미즈 히로하루(清水博春) - 시미즈 스케하루(清水資治) 남작의 양자
  - (3남) 이토 히로미치(伊藤博通)
  - (장녀) 이토 코토코(伊藤琴子)
  - (4남) 이토 히로츠즈(伊藤博約)
  - (차녀) 나가토미 아이코(永富愛子) - 나가토미 겐이치(永富謙一) 부인
  - (5남) 이토 히로타다(伊藤博忠)
  - (6남) 이토 히로오미(伊藤博臣)
  - (7남) 하야시 히로노리(林博則) - 이토 분키치(伊藤文吉) 남작의 사위
  - (8남) 이토 히로쓰네(伊藤博経)
  - (3녀) 시오바라 토요코(塩原十四子) - 시오바라 요조(塩原祥三) 부인
  - (9남) 이토 히로타카(伊藤博孝)
  - (10남) 이토 히로히데(伊藤博英)

| 전임 이토 히로부미 | 제2대 이토 (히로부미) 공작가 당주 1909년 ~ 1931년 | 후임 이토 히로요시 |